# 다곤 FC
다곤 FC(버마어: ဒဂုံဘောလုံးအသင်)는 양곤을 연고로 하는 미얀마의 축구단이다. 현재는 MNL-2 리그에 참가하고 있다.